# 2-га армія (Болгарія)
2-га болгарська а́рмія (болг. Втора армия) — загальновійськова армія болгарської армії часів Балканських, Першої та Другої світових війн.

## Історія
17 вересня 1912 року указом короля Фердинанда I були засновані болгарські збройні сили, які складалися з трьох польових армій. 2-га армія була розгорнута в Пловдиві й підпорядковувалася командиру 2-ї зони військової інспекції. Брала участь у Першій та Другій Балканських війнах. 29 липня 1913 року армія повернулася до Болгарії та була демобілізована.
Вдруге активована 9 вересня 1915 року напередодні вступу Болгарського царства у Першу світову війну. Брала активну участь у битвах Першої світової війни на Сербському та Салонікському фронтах Балканського ТВД. 15 жовтня 1918 року армія була демобілізована.
За часів Другої світової війни 2-га армія не залучалася до боїв із союзниками. Втім, улітку 1941 року, 2-га армія з 10-ї піхотної дивізії і 2-ї прикордонною бригадою зайняли Західну Фракію і частину Егейської Македонії. Штаб армії знаходився в Ксанті. Однак оборона узбережжя Егейського моря завдання не з легких, дана територія була важливим стратегічним плацдармом і вимагала присутності спеціально підготовлених формувань. До кінця 1941 року частини 2-ї армії і її підрозділи повернулися до старих кордонів Болгарії та були замінені спеціальним Біломорським загоном і 11-ю дивізією 1-ї армії.
На початку вересня 1944 року Червона армія, що швидко наступала, досягла північного кордону Болгарії. Болгари повернули свою зброю проти німців. До кінця місяця 2-га армія, разом з 1-ю та 4-ю болгарськими арміями, вела повномасштабний бій проти німецької армії вздовж болгарсько-югославського кордону, у взаємодії з югославськими партизанами на лівому фланзі та радянськими військами праворуч.
31 грудня 1945 року 2-га болгарська армія була остаточно демобілізована.
З 1950 року армія базувалася в Пловдиві і під час холодної війни підтримувала 1-шу та 3-тю армії. У серії реформ, які відбулися після розпуску Варшавського договору та закінчення «холодної війни», 1996 році 2-га армія була реформована в 2-й армійський корпус, згодом у Сили швидкого реагування. 